# Wong Wai-Fai
Wong Wai-Fai (chiń. trad. 黃偉輝; pinyin Huáng Wěihuī; jyutping wong4 wai5 fai1) – aktor i kaskader. Wystąpił w piętnastu filmach jako aktor oraz wystąpił w 31 filmach jako kaskader.

## Filmografia

### Jako aktor

#### Filmy pełnometrażowe
| Rok  | Tytuł                                   | Rola            |
| ---- | --------------------------------------- | --------------- |
| 1983 | Zhang men ren                           |                 |
| 1984 | Wu Lang ba gua gun                      |                 |
| 1990 | Romantyczny moment                      |                 |
| 1991 | Tian shi te jing                        |                 |
| 1991 | Seung sing gusi                         |                 |
| 1992 | Ba yue yu jin xiang                     |                 |
| 1995 | Dak ging 90 III – Zi ming jat tin ngaai |                 |
| 1995 | Bao zha ling                            |                 |
| 1999 | Yeung gwong ging chaat                  | Ochroniarz Katy |
| 2001 | Chung chong ging chaat                  |                 |
| 2003 | Siu nin a Fu                            |                 |
| 2004 | Pewnej nocy w Mongkoku                  | Paul            |
| 2007 | Moon to                                 | Kierowca Nicka  |
| 2009 | Incydent                                |                 |
| 2014 | Yi ge ren de wu lin                     | Dyżurny B       |

### Jako kaskader

#### Filmy pełnometrażowe
| Rok  | Tytuł      |
| ---- | ---------- |
| 2012 | Autostrada |

## Nagrody i nominacje
Źródło: Internet Movie Database
| Rok  | Nagroda              | Kategoria                                                            | Wynik     |
| ---- | -------------------- | -------------------------------------------------------------------- | --------- |
| 2002 | Taurus Award         | Best Fight (Godziny szczytu 2)                                       | Wygrana   |
| 2012 | Golden Horse Award   | Best Action Choreography (Autostrada)                                | Wygrana   |
| 2013 | Hong Kong Film Award | Best Action Choreography (Autostrada, Wirusowy czynnik, Zimna wojna) | Nominacja |